# Bill Curbishley
Bill Curbishley is een Britse muziekproducent, die onder andere bekend is geworden als manager van de Britse rockband The Who.
Curbishley startte zijn carrière in de muziekindustrie bij Track Records, bij wie hij The Who en andere artiesten zoals Marc Bolan, Thunderclap Newman en The Crazy World of Arthur Brown managede. Curbishley produceerde de film Tommy, de gevangenisfilm McVicar en Buddy's Song van The Who, alle met Roger Daltrey, leadzanger van The Who, in een (hoofd)rol.
Curbishleys bedrijf Trinifold begon daarna eveneens welbekende artiesten als Judas Priest en Robert Plant te managen, en het was op suggestie van Curbishley dat Plant het ensemble van zijn Shaken 'n' Stirred toer in het midden van de jaren tachtig ontbond. Vervolgens zocht hij een totaal nieuwe band bijeen en begon met verschillende muzikanten nummers te schrijven, wat er direct voor zorgde dat hij ruim bekend werd als een bijzonder succesrijke opname- en tourneegrootheid.
In 1994 nam Curbishley het management van gitarist Jimmy Page op zich. Hij was nauw betrokken bij het bijeenbrengen in 1994 van Jimmy Page en Robert Plant, beiden voormalige leden van Led Zeppelin. Ondanks verschillende pogingen van anderen om de twee weer bijeen te brengen, overreedde Curbishley Robert Plant, die zich aanvankelijk terughoudend had opgesteld, om weer samen te werken met Jimmy Page, wat resulteerde in het bijzonder succesvolle album No Quarter: Jimmy Page and Robert Plant Unledded, de gelijknamige video en dito wereldtournee. In 2002 werd Trinifold overgenomen door The Sanctuary Group, maar Curbishley bleef het toch besturen.
Trinifold Music heeft verschillende nummers opgenomen van diverse andere artiesten, onder wie Chicago, Kenny Rogers, Atlantic Starr, Karyn White, Faith Hill en Kenny Chesney. Sinds 2004 zijn ook UB40 en Rachel Fuller toegevoegd aan Trinifolds werkschema.
Curbishley is later nog meer films gaan produceren, zoals The Railway Man.